# (3573) Holmberg
(3573) Holmberg (1982 QO1) – planetoida z pasa głównego asteroid okrążająca Słońce w ciągu 3,35 lat w średniej odległości 2,24 j.a. Odkryta 16 sierpnia 1982 roku.